# Онежец (клуб по хоккею с мячом)
Онежец — клуб по хоккею с мячом из Петрозаводска. Участник чемпионатов СССР 1957/1958, 1958/1959. Расформирован в 1959 г. в связи с недостаточным финансированием, в дальнейшем участвовал на любительском уровне в первенстве РСФСР; чемпионатах и кубках Карелии и Петрозаводска по хоккею с мячом.

## Чемпионат СССР по хоккею с мячом
- 1957/1958

13 место.
- 1958/1959
  - Предварительные игры — 4 место в первой подгруппе
  - Финальные игры — снялся[7]

## История
В 1932 г. по приглашению хоккейной секции Онежского завода в Петрозаводск прибыла 1-я спортивная команда Ленинградского спортклуба нацменьшинств. 17 марта 1932 г. она встретилась с командой Онегзавода, в которой победила со счетом 6:0.
23 января 1935 г. команда Онежского завода встречалась на своем поле с командой ленинградского Балтийского завода, проиграв со счетом 3:17. В декабре 1935 г. также на стадионе Карпрофсовета была проведена первая товарищеская встреча команд Онежского завода и «Динамо» по хоккею с мячом.
В дальнейшем команда Онежского завода, представляющая спортобщество «Рот-фронт» участвовала в розыгрышах Всекарельского первенства и кубка Карельской АССР по русскому хоккею Красная Карелия. 1938. 28 февраля. Её игроками были В. Кожевников, В. Рыбин, Ф. Мартынов, В. Викстрем, Л. Лавров, А. Лебчинский, А. Лазарев. Соперниками команды были «Динамо», «Спартак», ДКА (команда егерского батальона) из Петрозаводска, команды из Кеми, Олонца, Кондопоги, Кандалакши.
В послевоенное время команда Онежского завода участвовала в первенствах Карело-Финской ССР по хоккею с мячом. В марте 1957 г. команда «Торпедо» (Петрозаводск) стала чемпионом Карельской АССР по хоккею с мячом. В сезоне 1956—1957 гг. команда «Торпедо» (Петрозаводск) участвовала в зональном первенстве РСФСР по хоккею с мячом. В 1957 г. приказом командующего войсками Северного военного округа был расформирован выступавший в Чемпионате СССР по хоккею с мячом среди команд класса «А» клуб ОДО (Петрозаводск). Вместо него от Карельской АССР было разрешено заявить клуб «Торпедо» (Петрозаводск), финансировавшийся Центральным советом общества «Торпедо».
Большинство спортсменов клуба работало на Онежском заводе и играло в заводской команде. В 1958 г. команда переименована в «Онежец». Домашними аренами были катки на городском стадионе и ПКиО. В сезон 1958—1959 гг. расформирована, после чего команды мастеров от Карелии по хоккею с мячом в высших лигах чемпионатов СССР более не участвовали. С 1960 г. команда участвовала в чемпионате РСФСР по хоккею с мячом среди команд первой группы.
Многие хоккеисты в дальнейшем играли в футбольной команде мастеров по футболу «Онежец» и хоккейной команде по хоккею с шайбой «Онежец».
В 1959, 1964, 1965, 1967, 1969, 1972, 1973, 1974, 1975, 1976, 1977, 1978 гг. команда ОТЗ становилась чемпионом Карельской АССР по хоккею с мячом. В 1976 г. команда под руководством Н. Шогина участвовала в кубке Всероссийского совета ДСО профсоюзов а также играла в финале Кубка Карельской АССР по хоккею с мячом. В 1992 г. клуб стал чемпионом Петрозаводска по русскому хоккею.

## Игроки
1957—1958 гг. — Александр Павлович Кудряшов, Игорь Гаврилович Зайцев, Евгений Александрович Горбунов, Александр Александрович Едомский, Николай Степанович Шогин, Лебедев Лев Николаевич, Владимир Иванович Меньков, Петр Матвеевич Послов, Вячеслав Александрович Калганов, Николай Николаевич Мельников, Эдуард Евгеньевич Тимонин, Альберт Николаевич Алексеев, Борис Алексеевич Подругин, Артур Алексеевич Григорьев, Владимир Гришкин, Анатолий Антипов, Виталий Яковлевич Гарлоев, Анатолий Пойкалайнен, Александр Вяйзинен, Вячеслав Васюков.
Начальник команды — Тимофеев, тренер — Николай Степанович Шогин.

## Наименования
- 1934, 1946 — Команда Онежского завода
- 1937 — Рот-фронт
- 1957 — Торпедо (Петрозаводск)
- 1958 — Онежец